# 東京デッドクルージング
『東京デッドクルージング』（とうきょうデッドクルージング、英: TOKYO DEAD CRUISING）は、深町秋生による日本のミステリー小説である。宝島社から『このミス』大賞シリーズとして刊行されている。

## ストーリー
舞台はスラム化が進む2015年の東京。都市ゲリラの精鋭部隊を作り上げた民兵のリーダーである「晃」は、クラブから偽札作りの名手「劉」を攫った。また、妹の「ヒギョン」が晃のクラブ襲撃に巻き込まれて死んだことを受けて、ヒギョンの姉であるシン・ファランは、妹を殺した犯人への復讐を誓う。

## 書籍情報
- 『東京デッドクルージング』（2008年8月8日、宝島社、ISBN 978-4-7966-6411-0）[2]